# Lago Pätzer Vorder
El lago Pätzer Vorder (en alemán: Pätzer Vordersee) es un lago situado al sur de la ciudad de Berlín, en el distrito rural de Dahme-Bosque del Spree, en el estado de Brandeburgo (Alemania), a una elevación de 34.4 metros; tiene un área de 170 hectáreas.